# Oryzomys antillarum
Oryzomys antillarum és una espècie extinta de rosegador de la família dels cricètids. Era endèmic de Jamaica. No se sap gaire cosa sobre el seu hàbitat i la seva història natural. Probablement s'extingí a causa de la introducció de mangostes a l'illa. A vegades se'l considera una subespècie d'O. couesi. El seu nom específic, antillarum, significa ‘de les Antilles’ en llatí.